# Barbara Ransby
Barbara Ransby (nacida el 12 de mayo de 1957) historiadora, escritora y activista, reconocida por sus contribuciones a la historia afroamericana, estudios de género y justicia social. Es miembro electa de la Sociedad de Historiadores Estadounidenses, y ocupa la Cátedra John D. MacArthur en la Universidad de Illinois en Chicago . 
Ransby fue a la Universidad de Columbia, donde se graduó con una diplomatura en 1984,  y completó su maestría y doctorado en la Universidad de Michigan .  En 1996, se unió a la facultad de la Universidad de Illinois en Chicago, donde es profesora de Estudios Negros y Estudios de Género y de la Mujer, e Historia en la universidad.    Ransby fue elegida presidenta de la Asociación Nacional de Estudios de la Mujer por un período de dos años, que comenzó en noviembre de 2016.   Es historiadora del movimiento de activismo anti-racista Black Lives Matter. 
El trabajo académico de Ransby ha incluido biografías de las activistas negras del siglo XX Ella Baker y Eslanda Robeson .  Su hija Asha Rosa Ransby-Sporn es desde 2021 copresidenta organizadora nacional de la ONG juvenil  BYP100 .  Además de su trabajo académico, Ransby ha estado activamente involucrada en varios movimientos sociales, particularmente aquellos que abogan por la justicia racial y de género. Fue una de las fundadoras del Combahee River Collective en los años 70 y ha sido una voz fuerte en la defensa de los derechos sociales y políticos de las personas marginadas.
En 1995, Ransby, junto con otras feministas negras, entre ellas Angela Davis, Evelynn Hammonds y Kimberlé Crenshaw, formaron una alianza llamada Agenda Afroamericana 2000 para oponerse a la Marcha del Millón de Hombres de Louis Farrakhan, por temor a que fomentara el sexismo masculino negro. 

## Selected works

### Libros
- Ella Baker y el movimiento de liberación de los negros: una visión democrática radical (2003, UNC Press) [14] [15] [16] [17] [18] [19]
- Eslanda: La vida extensa y poco convencional de la señora Paul Robeson (2013, Yale Press) [20] [21] [22]
- Hacer que todas las vidas de los negros importen: reimaginar la libertad en el siglo XXI (2018, University of California Press) [23] [24]

1. ↑  Keller, Julia (23 de marzo de 2005). «The activist academic». Chicago Tribune. Consultado el 20 de octubre de 2020.
2. ↑  Rockett, Darcel (28 de octubre de 2020). «UIC historian Barbara Ransby wants to change the world, and now is her moment». Chicago Tribune. Consultado el 28 de octubre de 2020.
3. ↑  «Columbia Daily Spectator 17 May 1983 — Columbia Spectator». spectatorarchive.library.columbia.edu. Consultado el 17 de enero de 2023.
4. ↑  «Barbara Ransby». aast.uic.edu. Consultado el 17 de noviembre de 2017.
5. ↑  «Barbara Ransby». gws.uic.edu. Consultado el 17 de noviembre de 2017.
6. ↑  «UIC professor named to Society of American Historians». Associated Press. 31 de mayo de 2020. Consultado el 1 de junio de 2020.
7. ↑  «Ransby, Barbara | History | University of Illinois Chicago» (en inglés estadounidense). Consultado el 30 de octubre de 2023.
8. ↑  «Barbara Ransby Elected President of the National Women's Studies Association». The Journal of Blacks in Higher Education. 31 de octubre de 2016. Consultado el 17 de noviembre de 2017.
9. ↑  «Professor Barbara Ransby Elected President of The National Women's Studies Association (NWSA)». aast.uic.edu. 23 de noviembre de 2016. Consultado el 17 de noviembre de 2017.
10. ↑  Belsha, Kalyn (19 de julio de 2016). «Black Lives Matter builds on history of black organizing». Chicago Reporter. Consultado el 17 de noviembre de 2017.
11. ↑  «Asha Rosa Ransby-Sporn». In These Times. The Institute for Public Affairs. Consultado el 20 de octubre de 2020.
12. ↑  Rockett, Darcel (28 de octubre de 2020). «UIC historian Barbara Ransby wants to change the world, and now is her moment». Chicago Tribune. Consultado el 3 de febrero de 2022.
13. ↑  E. Frances White (2001). Dark Continent of Our Bodies: Black Feminism and the Politics of Respectability. Temple University Press. ISBN 978-1-56639-880-0.
14. ↑  Clarke, Cheryl (September 2006). «Book ReviewElla Baker and the Black Freedom Movement: A Radical Democratic Vision. By Barbara Ransby. Chapel Hill: University of North Carolina Press, 2003.». Signs: Journal of Women in Culture and Society 32 (1): 283-285. ISSN 0097-9740. doi:10.1086/505545.
15. ↑  Payne, Charles; Ransby, Barbara (2004). «Review of Ella Baker and the Black Freedom Movement. A Radical Democratic Vision, RansbyBarbara». Southern Cultures 10 (3): 106-108. doi:10.1353/scu.2004.0038.
16. ↑  Esty, Amos (2003). «Review of Ella Baker and the Black Freedom Movement: A Radical Democratic Vision». The North Carolina Historical Review 80 (4): 503-504.
17. ↑  Tate, Gayle T. (January 2004). «Barbara Ransby, Ella Baker and the Black Freedom Movement: A Radical Democratic Vision». The Journal of African American History 89 (1): 80-82. ISSN 1548-1867. doi:10.2307/4134048.
18. ↑  Fleming, Cynthia Griggs (2004). «Review of Ella Baker and the Black Freedom Movement: A Radical Democratic Vision». The Journal of Southern History 70 (4): 966-967. doi:10.2307/27648630.
19. ↑  Nasstrom, Kathryn L. (1 de septiembre de 2004). «Ella Baker and the Black Freedom Movement: A Radical Democratic Vision. By Barbara Ransby. (Chapel Hill: University of North Carolina Press, 2003. xxii, 470 pp. $34.95, ISBN 0-8078-2778-9.)». Journal of American History 91 (2): 708. ISSN 0021-8723. doi:10.2307/3660840.
20. ↑  Leighton, Jared (2014). «Review of ESLANDA: The Large and Unconventional Life of Mrs. Paul Robeson». American Studies 53 (3): 108-109. doi:10.1353/ams.2014.0129.
21. ↑  Washington, Mary Helen (2013). «Not Just the Wife of Her Husband».  En Ransby, Barbara, ed. The Women's Review of Books 30 (5): 3-5.
22. ↑  Maurel, Chloé (2014). «Review of Eslanda : The Large and Unconventional Life of Mrs. Paul Robeson». Vingtième Siècle. Revue d'Histoire (123): 250-251.
23. ↑  «Nonfiction Book Review: Making All Black Lives Matter: Reimagining Freedom in the 21st Century by Barbara Ransby. Univ. of California». PublishersWeekly.com. 2 de julio de 2018. Consultado el 7 de agosto de 2018.
24. ↑  Sanders, Joshunda (30 de julio de 2018). «Five Years In, Hearing the Voices of Black Lives Matter». Village Voice. Consultado el 7 de agosto de 2018.

- Datos: Q21541042